# Energie întunecată
În cosmologie, energia întunecată este o formă de masă-energie dovedită doar teoretic, prezentă în tot universul. Numele ei este oarecum impropriu, deoarece este vorba de o substanță (cu masă și energie), și nu doar de o energie.
Exercitând o presiune negativă ea generează o forță care se comportă ca o gravitație negativă (repulsivă). Astfel, energia întunecată ar putea explica accelerarea expansiunii universului. Scopul cercetărilor astrofizice actuale în domeniu este măsurarea precisă a vitezei de expansiune a universului, pentru a determina modul în care această expansiune variază în timp.
Ultimele calcule (2008) arată că universul ar fi constituit în proporție de 73% din această formă de materie (masă–energie).